# Леонтович Іван Миколайович
Іва́н Микола́йович Леонто́вич (нар. 1 жовтня 1860 — пом. 20 жовтня 1926) — український політичний і громадський діяч часів Російської імперії, меценат і філантроп. Член Державної Ради Російської імперії. Брат Володимира Леонтовича.

## Життєпис

### Походження, дитинство і навчання
Походить з давнього козацького, а згодом — дворянського роду Леонтовичів з Полтавщини. Прадід по батькові — був бунчуковим товаришем українського війська часів Гетьманщини.
Мати, Ольга Іванівна, — з аристократичного французького роду Альбрандів. Її дід, Луї Альбранд, емігрував до Російської імперії під час Французької революції.
Батько — Микола Павлович Леонтович — поміщик, штабсротмістр Охтирського гусарського полку.
У Ольги і Миколи Леонтовичів було шестеро дітей. Чотири сини — Іван, Костянтин, Володимир і Павло. Та дві доньки — Софія і Ганна (Софія померла в дитинстві).
Іван — найстарший. Народився 1 жовтня 1860 року у слободі Капітаново Старобільського повіту Харківської губернії, де Леонтовичі мали землеволодіння. У слободі провів перші роки життя.
Закінчив Третю київську гімназію, а після неї — три роки навчався у Київському університеті Святого Володимира та Московському університеті (на природному відділенні фізико-математичного факультету).

### Громадська і політична діяльність

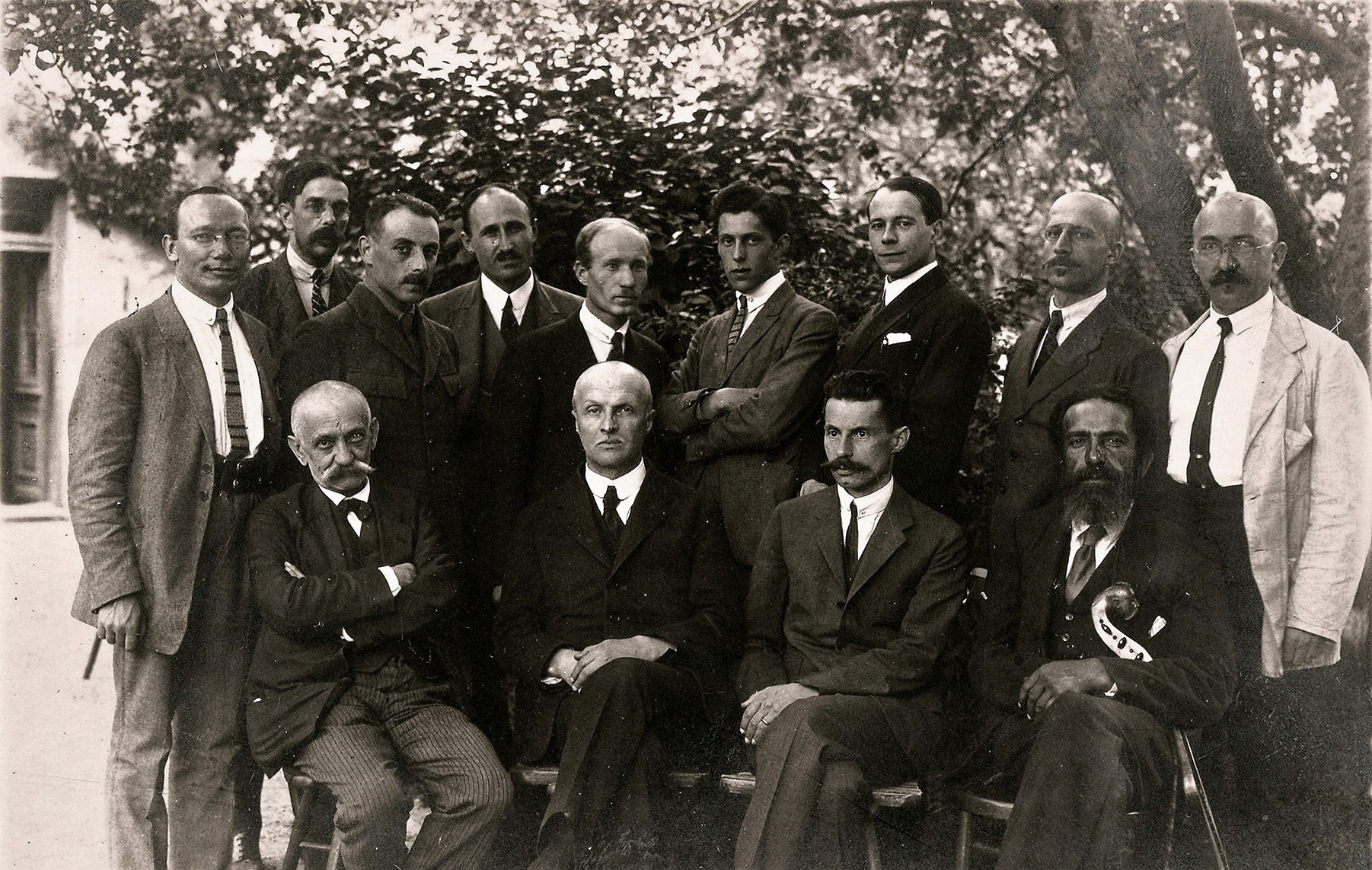
Учасники установчого з'їзду Українського союзу хліборобів-державників
Рейхенау, червень 1922
Зліва направо сидять: Іван Леонтович, гетьман Павло Скоропадський, В'ячеслав Липинський, Людвіг Сідлецький; стоять: Михайло Тимофіїв, Микола Кочубей, Адам Монтрезор, Андрій Білопольський, Михайло Савур-Ципріянович, Ігор Лоський, Володимир Залозецький, Сергій Шемет, Олександр Скоропис-Йолтуховський

Успадкуав винокурню.
З 1885 року — почав громадську діяльність як гласний Слов'яносербського повітового і Катеринославського губернського земств.
З 1887 року — почесний мировий суддя Слов'яносербського повіту, а з 1892 — Лубенського. Водночас — почесний мировий суддя Лохвицького та Миргородського повітів.
З 1887 по 1889 рік, разом з братом Володимиром, проводив розкопки на захід від села Трьохізбенка групи курганів доби енеоліту-бронзи у складі трьох насипів — Веслєєва, Писаревського та Стрілківського. Леонтовичі змогли частково дослідили насипи двох курганів, повністю — один.
У 1891 році обраний гласним Лубенського повітового і Полтавського губернського земств.
З 1893 по 1896 рік — член Полтавської губернської земської управи, а з 1895 по 1902 — очолював Лубенську повітову земську управу.
З 1901 по 1917 рік обирався предводителем дворянства Лубенського повіту (повітовим маршалком).
У 1903 році отримав Орден Святого Володимира 4-го ступеня.
З 27 березня 1906 року по 1911 рік — член Державної Ради від Полтавського губернського земства.
Під час Першої світової війни — уповноважений Російського Червоного Хреста.
У 1916 році отримав звання дійсного статського радника.

### Еміграція
У 1919 році — емігрував.
У червні 1922 року в Райхенау, у Австрії, на нараді представників українських хліборобських організацій, обраний головою Центральної управи об'єднання хліборобів-державників — українського позапартійного політичного об'єднання монархічного напряму в еміграції.
Помер 20 жовтня 1926 року у місті Панчево, у Королівстві Сербів, Хорватів і Словенців, «від хвороби серця».

## Благодійність і філантропія
Був головою опікунської ради Лубенської жіночої гімназії, опікуном двох народних училищ, чоловічої гімназії, сільськогосподарської школи, дитячих притулків, ініціатором і головою Товариства взаємодопомоги учнів у народних училищах Лубенського повіту.
Головував на Лубенських земських зборах, на яких вирішувалися питання про відкриття в повіті сільськогосподарських товариств, лікарень, бібліотек, покращення харчування в місцевій в'язниці.
Пожертвував 1 000 карбованців на підтримку кооперації лубенських візників.
Лубенському музею Катерини Скаржинської — першому приватному музею на Лівобережній Україні — подарував колекцію старожитностей — археологічні знахідки і портрети козацької старшини часів Гетьманщини, — зібрану разом з братом Володимиром. Зокрема, портрети Наркиза Леонтовича, Василя та Стефана Родзянок, а також колекцію ліпного посуду та знарядь доби бронзи, знайдених під час розкопок курганів та збирання випадкових знахідок біля слободи Капітаново та села Муратове. Невелика колекція братів Леонтовичів була у повному обсязі експонована в розділі «Епоха бронзи». А у 1906 році колекцію старожитностей братів передали Полтавському губернському земству. Нині вона зберігається у Полтавському краєзнавчому музеї.
У 1907 році, коли у справі «Лубенської республіки» арештували Миколу та Володимира Шеметів, заплатив за них заставу — по 10 000 карбованців за кожного.

## Образ у мистецтві
- Став прототипом головного героя оповідання Володимира Леонтовича «Вигнанці» — старого земця, який свого часу прислужився рідному краю і людям, а під час подій, описаних в оповіданні — помирає на чужині, нікому не потрібний. Оповідання змальовує поневіряння українців в еміграції[6].